# ماريانو بونس
ماريانو بونس هو صحفي وسياسي فلبيني، ولد في 23 مارس 1863 في الفلبين، وتوفي في 23 مايو 1918 في الصين. حزبياً، نشط في Nacionalista Party ‏. وقد انتخب عضو مجلس النواب في الفلبين.